# 岩手大学教育学部附属特別支援学校
岩手大学教育学部附属特別支援学校（いわてだいがくきょういくがくぶふぞくとくべつしえんがっこう）は、岩手県盛岡市にある国立の特別支援学校である。2007年4月に特別支援教育完全実施のために岩手大学教育学部附属養護学校から改称された。

## 設置課程
- 小学部
- 中学部
- 高等部

## アクセス
- JR東日本、IGRいわて銀河鉄道盛岡駅東口5番のりばより岩手県交通バス利用。
  - ｢404・611・612　長岡線｣、｢424　手代森・イオンモール盛岡南線｣に乗車。｢附属養護学校前｣下車。徒歩10分。

## 沿革
- 1974年4月1日 - 附属養護学校設置
- 1975年4月1日 - 高等部設置
- 2004年4月1日 - 国立大学法人化
- 2007年4月1日 - 現校名に改称